# Comunidade quilombola Riacho da Sacutiaba e Sacutiaba
Riacho da Sacutiaba e Sacutiaba é uma comunidade remanescente de quilombo, população tradicional brasileira, localizada no município brasileiro de Wanderley, na Bahia, às margens do rio Grande. A comunidade de Riacho da Sacutiaba e Sacutiaba é formada por uma população de 44 famílias, distribuídas em uma área de 12.285,8701 hectares. O território foi certificado como remanescente de quilombo (reminiscências históricas de antigos quilombos) pela Fundação Cultural Palmares, pela Portaria n° 19/2004.
Esta comunidade teve o Relatório Técnico de Identificação e Delimitação publicado em 2011 (etapa da regularização fundiária), mas ainda está com a situação fundiária em análise (não titulada) no INCRA.

## Tombamento
O tombamento de quilombos é previsto pela Constituição Brasileira de 1988, bastando a certificação pela Fundação Cultural Palmares:

Art. 216. Constituem patrimônio cultural brasileiro os bens de natureza material e imaterial, tomados individualmente ou em conjunto, portadores de referência à identidade, à ação, à memória dos diferentes grupos formadores da sociedade brasileira [...]
§ 5º Ficam tombados todos os documentos e os sítios detentores de reminiscências históricas dos antigos quilombos.
Portanto, a comunidade quilombola Riacho da Sacutiaba e Sacutiaba é um patrimônio cultural brasileiro, tendo em vista que recebeu a certificação de ser uma "reminiscência histórica de antigo quilombo" da Fundação Cultural Palmares no ano de 2004.

## Histórico
A memória social dos habitantes de Riacho de Sacutiaba e Sacutiaba indica uma permanência na área de cerca de duzentos anos, em um estado de relativo isolamento, quebrado apenas por viagens ocasionais de alguns de seus habitantes a localidades vizinhas também situadas às margens do rio Grande, como Goiabeira, Jatobá, Boqueirão, Porto das Ilhas, Gregório, Baboseira, Tabatinguinha, Tabatinga Grande, Conceição e, ainda mais esporadicamente, às cidades de Barra e Wanderley.
A idade da comunidade de Riacho de Sacutiaba e Sacutiaba é corroborada por certidões de nascimento e de óbito e por relatos orais dos moradores. Os primeiros quilombolas foram trazidos para a região durante o ciclo econômico do gado (séc. XVII e XVIII), como mão-de-obra escravizada. Quando as terras foram compradas por Joaquim Pinto, os quilombolas já ocupavam o local e ele não teve grande influência em seu cotidiano. Contudo, os Pintos estabeleceram mecanismos de controle: a construção de novas casas precisava de autorização e não podiam ter melhor estrutura (como tijolos, telhas e instalação hidráulica). Joaquim deixou a fazenda para sua sobrinha, Custódia Pinto.
O oeste baiano foi muito valorizado entre as décadas de 1950 e 1980 por causa da construção de Brasília e da incorporação dos cerrados por grupos hegemônicos do agronegócio. Nessa período (em 1973), Custódia Pinto vendeu 5.000 ha da fazenda para os atuais proprietários: o pernambucano Eliezer Martins de Limas Dantas e Orlando Martins Delgado, seu cunhado. Ela teria realizado a venda "com a recomendação oral de eles 'não mexerem com os terrenos ocupados pelo pessoal', que se encontra na área 'desde os tempos do Joaquim, como moradores dele'".

### Conflitos pela terra
A primeira circunscrição do território da comunidade quilombola de Riacho da Sacutiaba e Sacutiaba aconteceu após a venda, quando a comunidade demarcou os limites com a abertura de picadas. O território teria cerca de 800 ha e não incluía as áreas alagadiças (cerca de 100 ha).
Desde a compra, Eliezer e Orlando têm buscado expandir o tamanho da fazenda e, em 1999, afirmavam possuir 35.000 ha, que se estendiam até "o mato”. Sob orientação de seu advogado, permitiram a abertura de algumas poucas roças em terrenos já cultivados pela comunidade tradicionalmente. O efetivo pecuário da fazenda não ultra-passa 200 cabeças de gado. Os grileiros têm buscado reduzir o territórioda comunidade às faixas alagadiças, em sua maioria imprestáveis à prá-tica da agricultura, situadas à margem do rio Grande, na estrada que ligaos núcleos de Riacho de Sacutiaba e Sacutiaba.
Eles botaram na fazenda dois variantes pra dividir com nós. So-bre os negócios do documento, né? Aí, depois, nós fizemos umavariante com aquela roça da estrada, ele mandou nós sair daextrema do Riacho pra lá que ia ser vizinho nosso, não tinhaaborrecimento. Então nós fizemos uma variante, a primeira vari-ante. Depois ele mandou fazer outro variante lá na frente com 1km e 800 m. Quando chegou em 850 m ele disse que não dava, quenós não tinha terra. Que não tinha direito. Não, não posso darque vocês não têm esse direito. Ele disse que não podia não, quenós não tinha terra, ele tinha comprado. Doutor, mas nós temesse direito nosso. Não, vocês não têm direito não, vocês têmdireito ao chão de casa, se acontecer, se não acontecer, vocês não têm direito de nada.. Aí nós partimos pra justiça. Ele aindafalou assim: se vocês tiverem direito a justiça dá. E aí, nós tamos lutando na justiça por causa disso.

### Ação jurídica
Em 1985, figuras políticas do município de Wanderley fizeram um primeiro contato com a comunidade Riacho da Sacutiaba e Sacutiaba, durante campanhas eleitorais.
Em 21 de junho de 1990, trinta e duas pessoas notórias locais (entre elas, comerciantes, fazendeiros, políticos e religiosos, incluindo o prefeito à época) assinaram uma declaração atestando a posse do território da comunidade por animus domini.
Em 24 de junho de 1990, Maria da Cruz e outros representantes da comunidade entraram com ação de manutenção de posse na Comarca da cidade, especialmente porque o acesso à estrada municipal que liga seu território à área urbana havia sido alterado por um fazendeiro confrontante para que passasse em frente à sua nova residência construída recentemente em área de roças dos quilombolas, com o intuito de causar constrangimento. A juíza substituta concedeu liminar favorável.
Em agosto de 1995, a firma Planteca Ltda. fez nova medição que delimitou 993,20 ha como de uso tradicional da comunidade.
Em 4 outubro de 1995, a comunidade solicitou a regularização do seu território à Fundação Cultural Palmares, que encaminhou à Sexta Câmara de Correção e Revisão do MPF (6ª CCR), em Brasília. A 6ª CCR emitiu declaração indicando que, nos autos, não existiam elementos comprovando seu caráter de comunidade remanescente de quilombo; e indicou que a FCP desenvolvesse pesquisa sobre o assunto, com acompanhamento da Procuradoria Regional dos Direitos do Cidadão na Bahia.
Em 5 de março de 1996, a Fundação Cultural Palmares solicitou à Justiça Federal da Bahia liminar para que o fazendeiro saísse das terras quilombolas e parasse as obras. O juiz apontou defeitos e irregularidades no pedido a serem solucionados em dez dias.
Em 12 de abril de 1996, juiz federal substituto denegou a liminar pleiteada.
Em novembro de 1996, uma técnica pericial em Antropologia do MPF visitou o município para pesquisar o histórico da comunidade.

## Organização territorial
Riacho de Sacutiaba é o núcleo mais próximo da estrada de acesso. Chega-se por um grande terreiro aberto de chão batido, com um campo de futebol, espaço de reunião e lazer. As 30 casas, geralmente de famílias nucleares, estão distribuídas ao redor dessa praça. São compridas e estreitas, construídas em taipa, revestidas de argila tabatinga, cobertas com palha de carnaúba, com dois ou três cômodos: sala de jantar / estar e dormitórios. A grande sala possui duas saídas, mas sem portas. Existe ainda uma construção contígua, também sem portas, que tem função de cozinha. Os alimentos são preparados em um fogão à lenha, construído em barro batido.
Conjuntos de três ou quatro casas de “parentes” próximos ficam localizadas no interior de um grande cercado, onde também ficam o pomar e a horta para consumo doméstico. No caminho entre os dois núcleos, há três moradias de famílias do Riacho de Sacutiaba e também o cemitério local. O núcleo de Sacutiaba fica localizado a quatro quilômetros de distância, subindo o rio, onde há sete casas com quase a mesma conformação interna. A diferença está em haver portas também na sala e de a “cozinha” se localizar no interior das habitações.

## Economia
sobrevivência do grupo: as roças plantadas de mandioca, arroz, feijão, milho, abóbora, maxixe; a criação de animais de pequeno porte como galinha, cocá, porcos, cabras e os paquetes ancorados que são usados para a pesca e transporte no Rio Grande.  de forma sustentável e em harmonia com a vegetação e com as águas do rio. Contudo, a pesca já é escassa por conta do agronegócio que se instala ao redor da comunidade, então agora é preciso comprar produtos industrializados.

## Maria Pereira dos Santos
Maria Pereira dos Santos, mais conhecida como Maria da Cruz, foi matriaca líder da comunidade quilombola de Riacho da Sacutiaba e Sacutiaba.
Maria da Cruz nasceu na Sacutiaba, assim como sua mãe e sua avó. Ela mudou-se para Riacho de Sacutiaba após seu casamento. Em 1995, tinha 76 anos, 11 filhos, 60 netos e 55 bisnetos.
Seu avô materno, Joaquim Pereira dos Santos, viera para Sacutiaba provindo do Tabuleiro. Trabalhou como vaqueiro dos proprietários da fazenda Sacutiaba. Foi a primeira pessoa a ser sepultada no cemitério local.
Seu avô paterno viera da Boca do Tabuleiro para Sacutiaba, com mulher e filho. Está sepultado no cemitério da Fazenda Conceição.
No final dos anos 1990, a prima cruzada de Maria da Cruz, Arcanja, era a habitante mais antiga da comunidade. Arcanja nascera em Riacho de Sacutiaba, filha de Francisca, nascida em Sacutiaba. Arcanja casou com um tio materno de Maria da Cruz, morou por alguns anos no Riacho e depois voltou com o marido para Sacutiaba. Ali criou os filhos e ficou viúva.